# قطعنامه ۱۶۶۷ شورای امنیت
قطعنامه  ۱۶۶۷ شورای امنیت سازمان ملل متحد که در تاریخ ۳۱ مارس ۲۰۰۶ تصویب شد، سندی بین‌المللی دربارهٔ بررسی وضعیت در لیبریا است. این قطعنامه طی نشست ۵۴۰۶ام با ۱۵ رای موافق، ۰ مخالف و ۰ ممتنع تصویب شد.